# Nationale Identität
Nationale Identität bezeichnet eine Menge von gemeinschaftlichen Überzeugungen, Verhaltensweisen und oft auch emotionalen Bezügen, die Individuen oder Gruppen als eine Nation verbinden. Nach Benedict Anderson handelt es sich bei Nationen um „vorgestellte Gemeinschaften“ (imagined communities), weil deren Mitglieder sich aufgrund der räumlichen Trennung nicht persönlich kennen, aber in ihren Köpfen die Vorstellung von einer Gemeinschaft kreieren. Die Vorstellungen von der Nation fungieren als verbindende Elemente innerhalb der Gemeinschaft und als Bezugspunkte der kollektiven Identifikation. Insofern lässt sich nationale Identität allgemein als ein Bewusstsein oder ein Gefühl der Zugehörigkeit innerhalb einer Gemeinschaft bezeichnen, das unter dem Vorzeichen der Nation steht.
Als spezieller Fall von kollektiver Identität kann nationale Identität nicht nur verbindend, sondern auch abgrenzend gegenüber anderen Gruppen bzw. Nationen wirken, wenn die in der Gemeinschaft behaupteten Ähnlichkeiten auf einer Differenz zu Außenstehenden beruhen. In dieser Hinsicht wirkt nationale Identität exklusiv und kann damit ähnliche Effekte hervorrufen wie die Anhängerschaft einer Fußballmannschaft oder einer politischen Ideologie. Es können sich jedoch auch mehrere nationale Identitäten zu transnationalen oder transkulturellen Formen von Identität verbinden, wenn beispielsweise eine französische und algerische oder eine deutsche und amerikanische Zugehörigkeit existiert. Werden die Besonderheiten einer Nation im Unterschied zu anderen Gruppierungen besonders betont und für machtpolitische Zwecke instrumentalisiert, kann die Identifikation mit der Nation in Nationalismus münden. Nationalismus ist im Unterschied zu nationaler Identität durch politische Zielsetzungen charakterisiert, etwa eine Staatsgründung, und geht in vielen Fällen mit starken Formen der Abgrenzung gegenüber anderen Gruppierungen einher, um beispielsweise einen Krieg oder eine rigide Ausländerpolitik zu legitimieren. Die Übergänge zwischen nationaler Identität und dem politisch-ideologischen Phänomen des Nationalismus sind oft fließend.

## Begriff und Funktion
Inhaltlich ist nationale Identität davon abhängig, was unter Nation verstanden wird. Der Frage „Was ist eine Nation?“ ist Ernest Renan bereits 1882 in einer bis heute bedeutsamen Rede an der Sorbonne nachgegangen. Renan verwirft alle essentialistischen Definitionen der Nation, denen gemäß Rasse, Sprache, Konfessionen oder Territorialgrenzen als alleinige Kriterien gelten sollen, weil sie nicht für alle Nationen verallgemeinerbar sind. Eine Nation ist nach Renan nichts Materielles, sondern entsteht aus der gemeinsamen Erinnerung eines Kollektivs und der Übereinkunft, zusammenzuleben, was beides in Form eines „täglichen Plebiszits“ immer wieder aktualisiert werden muss. Renans Aspekt der Erinnerung und Andersons Konzept der vorgestellten Gemeinschaft gelten als die wesentlichen Komponenten zum Verständnis des Begriffs der nationalen Identität und werden von Jan Assmann pointiert zusammengeführt: „Gesellschaften imaginieren Selbstbilder und kontinuieren über die Generationenfolge hinweg eine Identität, indem sie eine Kultur der Erinnerung ausbilden; und sie tun das – dieser Punkt ist für uns entscheidend – auf ganz verschiedene Weise“.
Als gemeinschaftliche Vorstellung oder Selbstbild, das aus Erinnerungen besteht, ist nationale Identität eine kulturelle und keine staatliche Konstruktion. Wie Aleida Assmann für das kulturelle Gedächtnis gezeigt hat, verändern sich gemeinschaftliche Erinnerungen in Abhängigkeit von dem jeweiligen historischen Kontext und den damit verbundenen Anforderungen an die Gemeinschaft oder von den Zielen, die von den Konstrukteuren der Identitäten verfolgt werden. Weil kollektive Erinnerungen nach gegenwärtigen Gesichtspunkten selektiert und gedeutet werden, folgen sie einer historischen Wandlungsdynamik, die auch Form und Inhalt der daraus hervorgehenden nationalen Identität bestimmt.

## Erzählungen und Medien

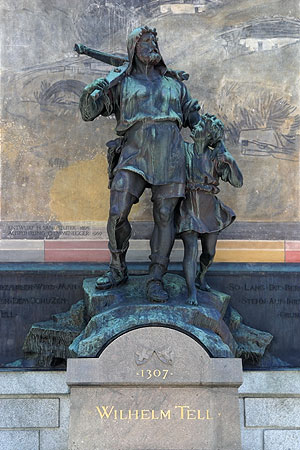
Statue von Wilhelm Tell, dem mythischen Nationhelden der Schweiz, der als Idealbild die freiheitsliebende und unbeugsame Wesensart der Eidgenossen im Kampf gegen „fremde Richter“ symbolisiert

Eine nationale Identität wird ähnlich wie eine personale Identität narrativ konstruiert. Während die Erzählung von sich selbst die Identität einer Person hervorbringt, schaffen sich Gemeinschaften durch Erzählungen, in denen Erinnerungen mit einem nationalen Bezug überliefert werden, ihre nationale Identität. Die Rolle von Erzählungen als Basis von nationaler Identität hebt Patrick Colm Hogan hervor: “Nationhood, everyone now seems to agree, is inseparable from storytelling.” Denn durch solche Erzählungen wird vermittelt, welche historischen Ereignisse als konstitutive Merkmale der Nation relevant sind und wie und zu welchem Zweck die Geschichte gedeutet werden soll. Früher wurden nationale Ereignisse bzw. Themen oral tradiert; sie sind aber auch mit Orten und Bauwerken, z. B. Denkmälern, verbunden und erreichen durch literarische Texte und besonders Filme ein Massenpublikum.
Der Kulturwissenschaftler Stuart Hall erkennt fünf Grundelemente der Erzählung einer Nationalkultur: Zunächst gibt es eine Erzählung der Nation, die „einen Zusammenhang von [...] geschichtlichen Ereignissen, nationalen Symbolen und Ritualen, die die geteilten Erfahrungen und Sorgen, Triumphe und vernichtenden Niederlagen“ herstellt. Als Mitglied einer vorgestellten Gemeinschaft sieht man sich selbst an dieser Erzählung teilnehmen. Das zweite Element ist die Betonung von Ursprung und Kontinuität. Die imaginierte Vorstellung von nationaler Identität bleibe unverändert erhalten. In Verbindung dazu steht das dritte Element, nämlich die Erfindung der Tradition. Hall verweist darauf, dass viele vermeintliche Traditionen erst vor kurzem entstanden sind, wie zum Beispiel Prozeduren der britischen Monarchie als „Produkt des späten 19. und des 20. Jahrhunderts“. Ein viertes Element für die Erzählung der nationalen Identität ist der Gründungsmythos, durch den „eine alternative Geschichte oder Gegenerzählungen“ konstruiert würden. Das fünfte Elemente liege schließlich in der Narration eines reinen ursprünglichen Volks.
In Deutschland wird nationale Identität seit einigen Jahren verstärkt in Fernsehfilmen über den Nationalsozialismus und die DDR verhandelt. In Hollywood-Spielfilmen haben sich dagegen Themen wie die Verfassung, die Gründerväter, Präsidenten oder Kriege als national bedeutungsvoll etabliert.

## Genese und Aktualität des Phänomens
Weil nationale Identität in erster Linie aus gemeinsamen Erinnerungen hervorgeht, handelt es sich um ein kulturelles und kein politisches Phänomen. Eine Reihe von Nationen verfügt über starke Identitäten, aber über keinen Staat wie die Basken, die Roma oder die frankophonen und die indigenen Einwohner Kanadas. Nationen und nationale Identitäten existieren unabhängig von Staaten, aber sie sind oft die Basis, auf der nationalistische Bewegungen entstehen. Dementsprechend basierten die Nationalismen und Nationalstaatsgründungen des 18. und 19. Jahrhunderts auf bestehenden nationalen Identitäten, die für politische Zwecke funktionalisiert oder erst konstruiert wurden. Ebenso wurde der Zerfall Jugoslawiens nach dem Fall des Tito-Regimes in den 1990er Jahren beschleunigt, als unterschiedliche nationale Identitäten in Nationalismen mündeten, was sowohl ethnische Säuberungen als auch neue Staatsgründungen zur Folge hatte. Eine ähnliche Entwicklung vollzog sich nach der Auflösung der Sowjetunion ab 1989 in der ehemaligen UdSSR und in Osteuropa. Auch dort waren Menschen mit verschiedenen nationalen Identitäten zwangsweise in die Sowjetunion bzw. den Ostblock integriert worden und gründeten nach dessen Zerfall eigene souveräne Staaten.
Die Bedeutung von nationalen Identitäten für einzelne Individuen und Gruppen wurden weder durch die Individualisierungsschübe des 20. Jahrhunderts noch durch Globalisierungsprozesse oder die Bildung von supranationalen Gebilden wie der Europäischen Union geschmälert. Insbesondere die 2008 begonnene Eurokrise hat gezeigt, dass es weiterhin starke nationale Identitäten gibt und ebenso starke Vorurteile gegenüber anderen Nationen. Als Folge von ökonomischen Problemen und Unzufriedenheit mit politischen Entscheidungen kam es in einzelnen Ländern zu einem Anwachsen bestehender Vorurteile und Abgrenzungen gegenüber anderen Ländern mit dem Ziel politischer und wirtschaftlicher Autonomie. Aus nationalen Identitäten entstanden Formen von Nationalismus, die einzelne politische Parteien für ihre Zwecke nutzbar zu machen versuchten oder kreierten.
Nationale Identitäten sind keine Erfindung einer bestimmten politisch-ideologischen Richtung. Historisch betrachtet kamen bisher weder linke noch rechte Parteien umhin, bei der Formulierung ihres Machtanspruchs auf die Nation zu rekurrieren und den Wählern ihr Engagement für die Interessen der Nation deutlich zu machen. Als extreme Beispiele dafür gelten die nationalsozialistische Ideologie oder Stalins Vaterländischer Krieg, aber auch nahezu jedes beliebige heutige Wahlprogramm. In Hinblick auf die Konstitution einer nationalen Identität macht es einen Unterschied, ob ein Regisseur wie John Ford in seinen Filmen vor dem Hintergrund der amerikanischen Geschichte über die Frage räsoniert, was es bedeutet, Amerikaner zu sein, oder ob jemand mit bestimmten Interessen an die nationale Identität einer Gemeinschaft appelliert und damit gewisse inklusive, exklusive oder politische Implikationen verbindet.
Israel richtete 2023 mit der Jewish National Identity Authority eine eigene Behörde ein, die für seine nationale Identität als jüdischer Staat verantwortlich ist.